# Bromus carinatus
Bromus carinatus Hook. & Arn., 1840 è una pianta angiosperma monocotiledone appartenente alla famiglia delle Poacee (o Gramineae, nom. cons.).

## Distribuzione e habitat
L'areale di questa specie si sviluppa in prevalenza lungo il versante occidentale del Nord America, dallo Yukon al Messico, e si estende a sud sino all'America Centrale, il Venezuela e il Perù.